# Xã Kent, Quận Stephenson, Illinois
Xã Kent (tiếng Anh: Kent Township) là một xã thuộc quận Stephenson, tiểu bang Illinois, Hoa Kỳ. Năm 2010, dân số của xã này là 702 người.